# 內喬
內喬（Nejo或Nego）是埃塞俄比亞西部奧羅米亞州西沃萊加地區的小鎮，座標9°30′N 35°30′E / 9.500°N 35.500°E，海拔1,821米，鎮內建有內喬機場。根據埃塞俄比亞中央統計局2005年的資料，內喬人口約19,887，其中男性9,811人，女性10,076人。